# Теніс на літніх Олімпійських іграх 2012

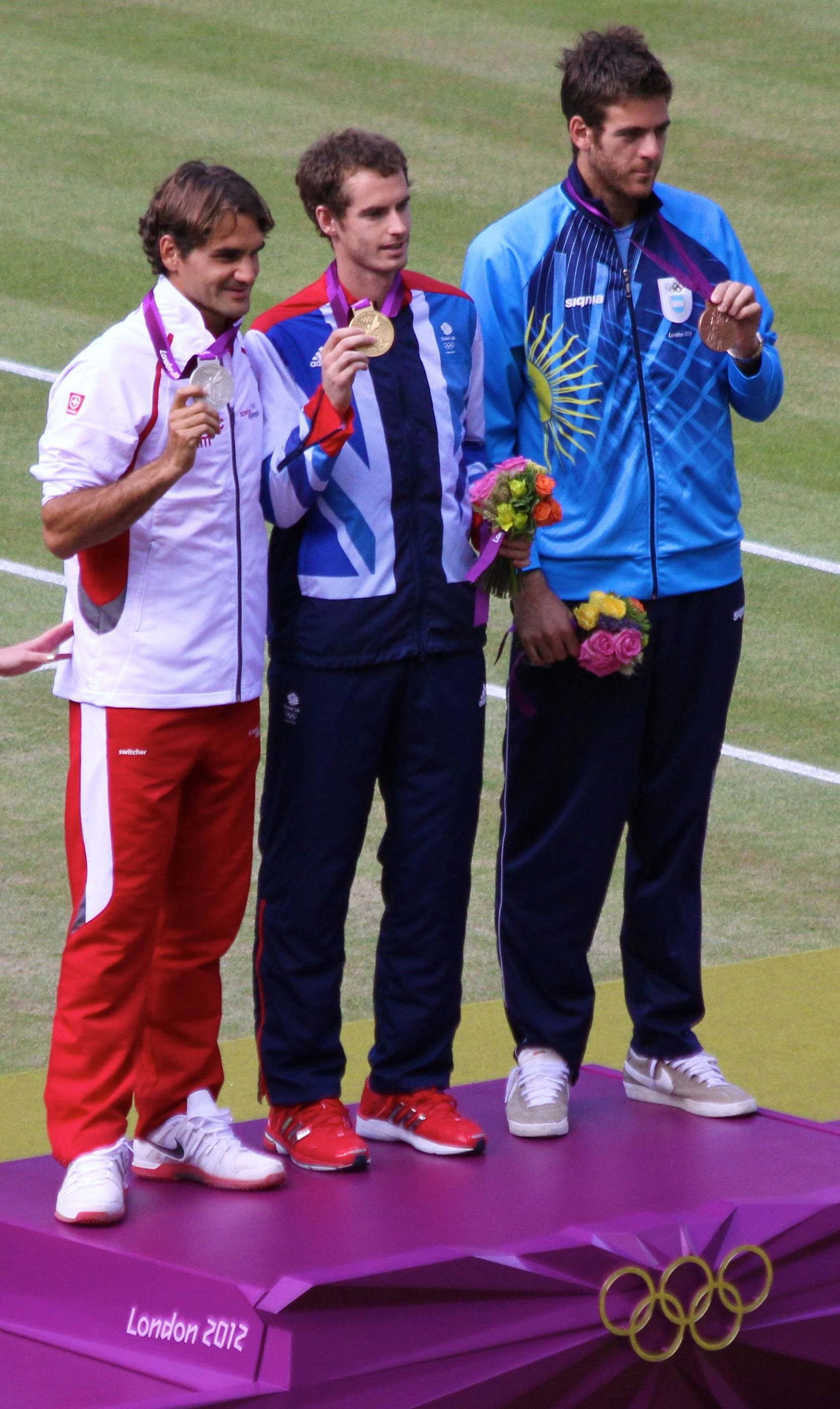
Одиночний розряд (чоловіки): Енді Маррей, Роджер Федерер та Хуан Мартін дель Потро

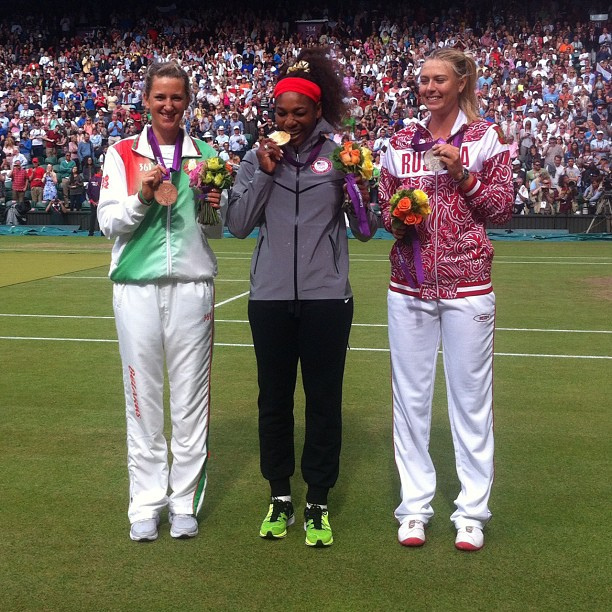
Одиночний розряд (жінки): Серена Вільямс, Марія Шарапова та Вікторія Азаренко

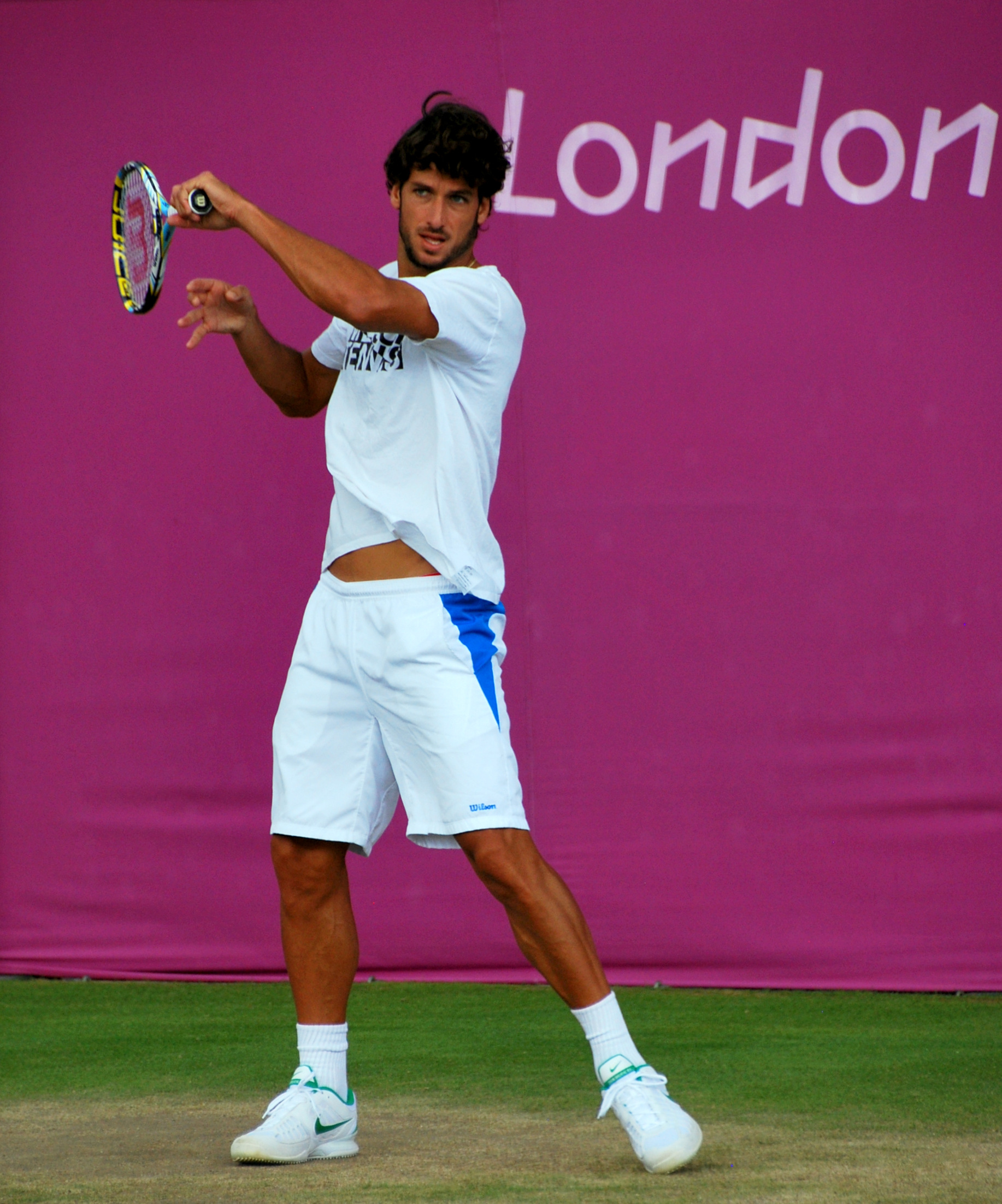
Фелісьяно Лопес

Змагання з тенісу у програмі літніх Олімпійських ігор 2012 проходили на кортах Всеанглійського клубу лаун-тенісу й крокету у передмісті Лондона Вімблдоні з 28 липня по 5 серпня 2012 року. Уперше, відколи теніс повернувся на Олімпійські ігри, олімпійський тенісний турнір проходив на трав'яних кортах. 190 тенісистів розігрували п'ять медалей: в одиночному й парному розрядах для чоловіків та жінок і у міксті, який повернувся до програми Ігор уперше з 1924 року. Змагання проводилися під егідою МОК та Міжнародної тенісної федерації (ITF) і входили до турів ATP та WTA.

## Загальна інформація

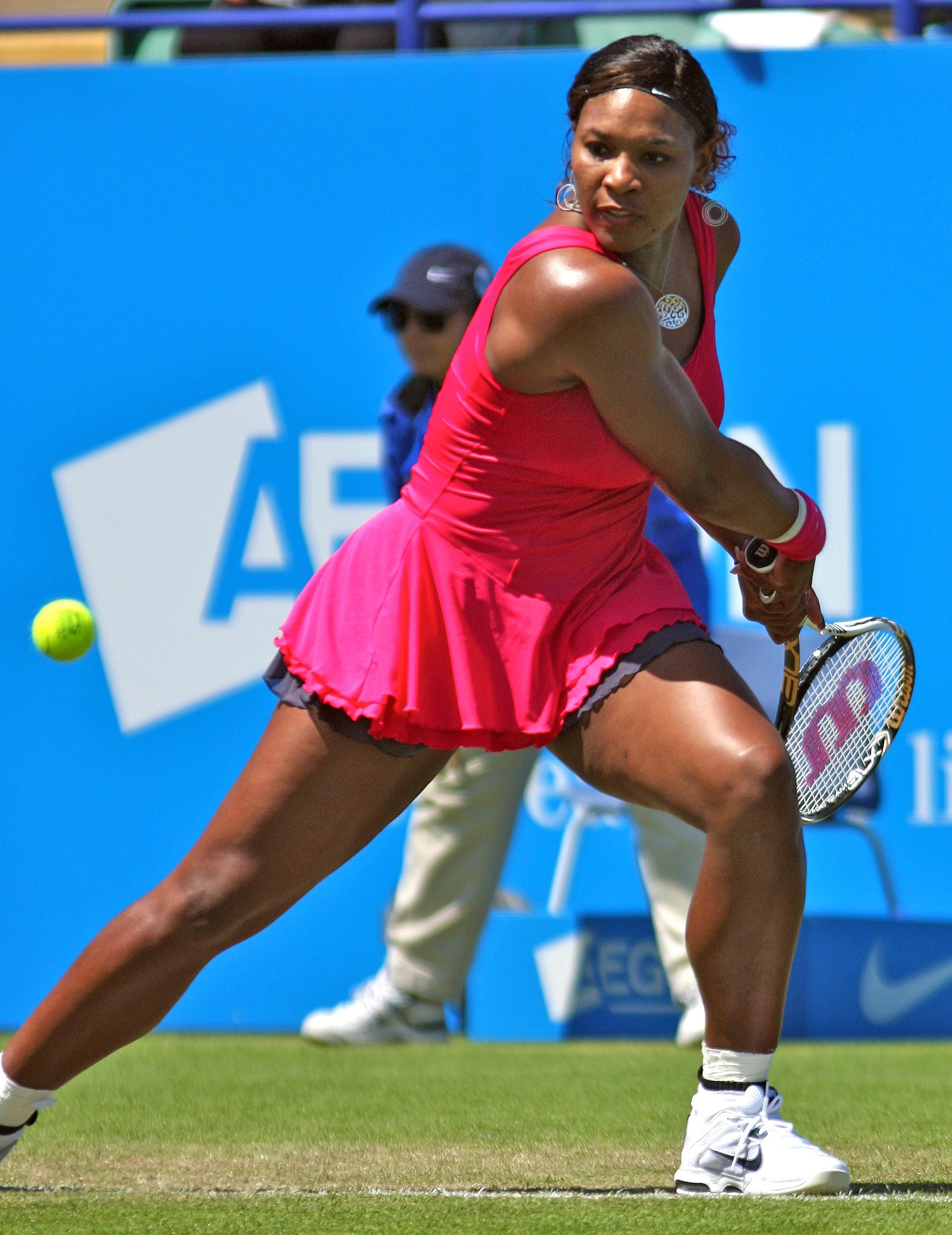
30-річна Серена Вільямс (на фото 2011 року) виграла у Лондоні два золота — в одиночному розряді та жіночому парному разом зі старшою сестрою Вінус

Вперше з 1968 року у програму Ігор був включений турнір змішаних пар (медалі у цьому розряді розігрувалися вперше з 1924 року).
У Лондоні виступали чемпіони Ігор 2008 року: швейцарці Роджер Федерер та Станіслас Ваврінка (чоловічий парний розряд), американки Серена Вільямс та Вінус Вільямс (жіночий парний розряд). Чемпіонка Олімпійських ігор 2008 року у жіночому одиночному розряді Олена Дементьєва завершила кар'єру наприкінці 2010 року і не виступала у Лондоні, а володар аналогічного титулу у чоловіків — іспанець Рафаель Надаль — пропустив гри через загострення застарілих травм колін.
Сестри Вільямс стали у Лондоні першими в історії тенісу 4-кратними олімпійськими чемпіонками. На рахунку кожної з сестер по одній перемозі в одиночному розряді: Вінус (2000) і Серена (2012), а також три спільні перемоги в жіночому парному розряді (2000, 2008 та 2012).
У фіналі чоловічого одиночного розряду зустрілися британець Енді Маррей та Роджер Федерер, за кілька тижнів до олімпійського турніру 7-й раз у кар'єрі переміг у Вімблдонському турнірі. Шотландець Маррей несподівано розгромив Федерера у трьох сетах, принісши Великій Британії перше золото у тенісі з 1920 року. Федерер же упустив можливість завоювати так званий кар'єрний «Золотий шолом» — перемоги у всіх 4 турнірах Великого шолома та олімпійське золото в одиночному розряді.
Першу олімпійську медаль у тенісі принесла Білорусі Вікторія Азаренко, вигравши бронзу в одиночному розряді, а наступного дня Азаренко у парі з Максимом Мирним принесла своїй країні перше золото у тенісі, перемігши у змішаному парному розряді.

## Медалісти

### Таблиця медалей
| Місце | Країна          | Золото | Срібло | Бронза | Загалом |
| ----- | --------------- | ------ | ------ | ------ | ------- |
| 1     | США             | 3      | 0      | 1      | 4       |
| 2     | Велика Британія | 1      | 1      | 0      | 2       |
| 3     | Білорусь        | 1      | 0      | 1      | 2       |
| 4     | Франція (FRA)   | 0      | 1      | 1      | 2       |
| 4     | Росія           | 0      | 1      | 1      | 2       |
| 6     | Чехія           | 0      | 1      | 0      | 1       |
| 6     | Швейцарія       | 0      | 1      | 0      | 1       |
| 8     | Аргентина       | 0      | 0      | 1      | 1       |
|       | Всього          | 5      | 5      | 5      | 15      |

### Медалісти
| Дисципліна                 | Золото                                       | Срібло                                         | Бронза                                    |
| -------------------------- | -------------------------------------------- | ---------------------------------------------- | ----------------------------------------- |
| Чоловічий одиночний розряд | Енді Маррей · Велика Британія (GBR)          | Роджер Федерер · Швейцарія (SUI)               | Хуан Мартін дель Потро · Аргентина (ARG)  |
| Чоловічий парний розряд    | США (USA) Боб Браян Майк Браян               | Франція (FRA) Мікаель Льодра Жо-Вілфрід Тсонга | Франція (FRA) Жульєн Беннето Рішар Гаске  |
| Жіночий одиночний розряд   | Серена Вільямс · США (USA)                   | Марія Шарапова · Росія (RUS)                   | Вікторія Азаренко · Білорусь (BLR)        |
| Жіночий парний розряд      | США (USA) Серена Вільямс Вінус Вільямс       | Чехія (CZE) Андреа Главачкова Луціє Градецька  | Росія (RUS) Марія Кириленко Надія Петрова |
| Змішаний розряд            | Білорусь (BLR) Вікторія Азаренко Макс Мирний | Велика Британія (GBR) Лора Робсон Енді Маррей  | США (USA) Ліза Реймонд Майк Браян         |

## Українці
Україну в тенісному турнірі Олімпіади представляли Катерина Бондаренко та Сергій Стаховський. Катерина поступилася в першому колі одиночного турніру Петрі Квітовій, а Сергій — Ллейтону Х'юїтту, також у першому колі одиночного розряду.

## Виноски
1. ↑  Tennis. London 2012 Organization Committee. Архів оригіналу за 24 травня 2012. Процитовано 2 серпня 2008. [Архівовано 2012-05-24 у Archive.is]
2. ↑  Nadal misses Olympics with knee problem [Архівовано 22 липня 2012 у Wayback Machine.], itftennis.com (англ.)